# 東野・有吉のどん底
『東野・有吉のどん底』（ひがしの・ありよしのどんぞこ）は、TBS系列で2012年から2013年まで放送していたバラエティ番組・特別番組。全4回。

## 概要
正式な番組タイトルは「東野・有吉のどん底〜あんな生活もうイヤだ！〜」。
有名人ゲストの過去の辛かった時代、辛かった出来事（＝どん底）を題材として、心がないとわれる東野幸治・有吉弘行がゲストと、どん底トークを繰り広げる。初回の深夜放送から、ゴールデンタイムの特番に昇格するものの、たった1回の放送のみで深夜放送に戻った、MC曰く「番組自体がどん底」だった。

## 出演者

### 司会
- 東野幸治
- 有吉弘行

### ナレーション
- 林原めぐみ(第1回)
- 杉本るみ(第2・3回)
- 斎藤千和(第4回)

## 放送リスト
※どん底有名人・ゲストは登場順に表記。時間表記は日本標準時。
| 回数 | 放送日         | サブタイトル | どん底有名人                                                                                               | ゲスト/VTR出演                                                                 | 放送時間     |
| ---- | -------------- | --- | --- | ------------------------------------------------------------------------------ | ------------ |
| 1    | 2012年12月30日 | 「今年もあと一日。12月30日の深夜に芸能人の苦労話を大暴露。社交界の華が、あの大物姉妹歌手が、今をときめくアイドルが、体験したどん底とは？」 | ダイアモンド☆ユカイ こまどり姉妹 芹那 デヴィ・スカルノ クリス松村 十勝花子                                 |                                                                                | 24:45～25:45 |
| 2    | 2013年3月16日  | 「今は成功しているあの人のどん底生活を徹底究明今年2月家を焼失した、どん底真っ只中の宍戸錠も登場。」                                        | 山本寛斎 Mr.マリック・LUNA親子 宍戸錠 仁支川峰子 内藤大助 愛田朱美(ホスト王・愛田武の妻) ドン小西 十勝花子 | ～どん底観覧者～ 嗣永桃子(Berryz工房) 山口もえ 芹那 はるな愛 ※入れ替わり出演。 | 18:55～20:54 |
| 3    | 2013年7月4日   | 「有名人のどん底生活を徹底究明!」 | こまどり姉妹 吉川幸枝(よし川社長) 野村優花(カリスマ店員) アジャ・コング                                    | ～どん底真っ只中～ あご勇 大木凡人 十勝花子                                    | 23:58～25:28 |
| 4    | 2013年10月3日  | 「有名人のどん底生活を笑い飛ばす人気番組最新版! 」                                                                                         | 326(19の元メンバー) 内山麿我 今井華 蛭子能収・蛭子一郎親子 マルシア 志茂田景樹 IKKO                        | ～十勝花子のどん底・街角レポート～ 十勝花子                                    | 21:00～22:54 |

## ネット局
| 第1回          | 第1回                 | 第1回   | 第1回                       | 第1回      |
| 放送対象地域   | 放送局                | 系列    | 放送日時                    | 遅れ日数   |
| -------------- | --------------------- | ------- | --------------------------- | ---------- |
| 関東広域圏     | TBSテレビ（TBS）      | TBS系列 | 2012年12月30日 24:45-25:45  | 制作局     |
| 北海道         | 北海道放送（HBC）     | TBS系列 | 2012年12月30日 24:45-25:45  | 同時ネット |
| 山形県         | テレビユー山形（TUY） | TBS系列 | 2012年12月30日 24:45-25:45  | 同時ネット |
| 長野県         | 信越放送（SBC）       | TBS系列 | 2012年12月30日 24:45-25:45  | 同時ネット |
| 山口県         | テレビ山口（tys）     | TBS系列 | 2012年12月30日 24:45-25:45  | 同時ネット |
| 福岡県         | RKB毎日放送（RKB）    | TBS系列 | 2012年12月30日 24:45-25:45  | 同時ネット |
| 岡山県・香川県 | 山陽放送（RSK）       | TBS系列 | 2013年1月2日 23:40 - 24:40  | 3日遅れ    |
| 大分県         | 大分放送（OBS）       | TBS系列 | 2013年3月7日 24:25 - 25:25  | 67日遅れ   |
| 愛媛県         | あいテレビ（ITV）     | TBS系列 | 2013年3月15日 24:50 - 25:50 | 75日遅れ   |
| 広島県         | 中国放送（RCC）       | TBS系列 | 2013年3月22日 24:15 - 25:15 | 82日遅れ   |
| 福島県         | テレビユー福島（TUF） | TBS系列 | 2013年4月3日 23:58 - 24:58  | 94日遅れ   |
| 静岡県         | 静岡放送（SBS）       | TBS系列 | 2013年4月3日 23:58 - 24:58  | 94日遅れ   |
| 宮城県         | 東北放送（TBC）       | TBS系列 | 2013年4月4日 24:10 - 25:10  | 95日遅れ   |
| 石川県         | 北陸放送（MRO）       | TBS系列 | 2013年4月10日 23:58 - 24:58 | 101日遅れ  |
| 長崎県         | 長崎放送（NBC）       | TBS系列 | 2013年4月16日 23:58 - 24:58 | 107日遅れ  |
| 新潟県         | 新潟放送（BSN）       | TBS系列 | 2013年4月18日 25:14 - 26:14 | 109日遅れ  |
| 岩手県         | IBC岩手放送（IBC）    | TBS系列 | 2013年7月26日 24:55 - 25:55 | 208日遅れ  |
| 中京広域圏     | 中部日本放送（CBC）   | TBS系列 | 2013年8月14日 24:46 - 25:50 | 227日遅れ  |

| 第2回          | 第2回                     | 第2回   | 第2回                     | 第2回      |
| 放送対象地域   | 放送局                    | 系列    | 放送日時                  | 遅れ日数   |
| -------------- | ------------------------- | ------- | ------------------------- | ---------- |
| 関東広域圏     | TBSテレビ（TBS）          | TBS系列 | 2013年3月16日 19:00-20:54 | 制作局     |
| 北海道         | 北海道放送（HBC）         | TBS系列 | 2013年3月16日 19:00-20:54 | 同時ネット |
| 青森県         | 青森テレビ（ATV）         | TBS系列 | 2013年3月16日 19:00-20:54 | 同時ネット |
| 岩手県         | IBC岩手放送（IBC）        | TBS系列 | 2013年3月16日 19:00-20:54 | 同時ネット |
| 宮城県         | 東北放送（TBC）           | TBS系列 | 2013年3月16日 19:00-20:54 | 同時ネット |
| 山形県         | テレビユー山形（TUY）     | TBS系列 | 2013年3月16日 19:00-20:54 | 同時ネット |
| 福島県         | テレビユー福島（TUF）     | TBS系列 | 2013年3月16日 19:00-20:54 | 同時ネット |
| 山梨県         | テレビ山梨（UTY）         | TBS系列 | 2013年3月16日 19:00-20:54 | 同時ネット |
| 新潟県         | 新潟放送（BSN）           | TBS系列 | 2013年3月16日 19:00-20:54 | 同時ネット |
| 長野県         | 信越放送（SBC）           | TBS系列 | 2013年3月16日 19:00-20:54 | 同時ネット |
| 静岡県         | 静岡放送（SBS）           | TBS系列 | 2013年3月16日 19:00-20:54 | 同時ネット |
| 富山県         | チューリップテレビ（TUT） | TBS系列 | 2013年3月16日 19:00-20:54 | 同時ネット |
| 石川県         | 北陸放送（MRO）           | TBS系列 | 2013年3月16日 19:00-20:54 | 同時ネット |
| 中京広域圏     | 中部日本放送（CBC）       | TBS系列 | 2013年3月16日 19:00-20:54 | 同時ネット |
| 近畿広域圏     | 毎日放送（MBS）           | TBS系列 | 2013年3月16日 19:00-20:54 | 同時ネット |
| 鳥取県・島根県 | 山陰放送（BSS）           | TBS系列 | 2013年3月16日 19:00-20:54 | 同時ネット |
| 岡山県・香川県 | 山陽放送（RSK）           | TBS系列 | 2013年3月16日 19:00-20:54 | 同時ネット |
| 広島県         | 中国放送（RCC）           | TBS系列 | 2013年3月16日 19:00-20:54 | 同時ネット |
| 山口県         | テレビ山口（tys）         | TBS系列 | 2013年3月16日 19:00-20:54 | 同時ネット |
| 愛媛県         | あいテレビ（ITV）         | TBS系列 | 2013年3月16日 19:00-20:54 | 同時ネット |
| 高知県         | テレビ高知（KUTV）        | TBS系列 | 2013年3月16日 19:00-20:54 | 同時ネット |
| 福岡県         | RKB毎日放送（RKB）        | TBS系列 | 2013年3月16日 19:00-20:54 | 同時ネット |
| 長崎県         | 長崎放送（NBC）           | TBS系列 | 2013年3月16日 19:00-20:54 | 同時ネット |
| 熊本県         | 熊本放送（RKK）           | TBS系列 | 2013年3月16日 19:00-20:54 | 同時ネット |
| 大分県         | 大分放送（OBS）           | TBS系列 | 2013年3月16日 19:00-20:54 | 同時ネット |
| 宮崎県         | 宮崎放送（MRT）           | TBS系列 | 2013年3月16日 19:00-20:54 | 同時ネット |
| 鹿児島県       | 南日本放送（MBC）         | TBS系列 | 2013年3月16日 19:00-20:54 | 同時ネット |
| 沖縄県         | 琉球放送（RBC）           | TBS系列 | 2013年3月16日 19:00-20:54 | 同時ネット |

| 第3回          | 第3回                     | 第3回   | 第3回                        | 第3回      |
| 放送対象地域   | 放送局                    | 系列    | 放送日時                     | 遅れ日数   |
| -------------- | ------------------------- | ------- | ---------------------------- | ---------- |
| 関東広域圏     | TBSテレビ（TBS）          | TBS系列 | 2013年7月4日 23:58-25:28     | 制作局     |
| 北海道         | 北海道放送（HBC）         | TBS系列 | 2013年7月4日 23:58-25:28     | 同時ネット |
| 山形県         | テレビユー山形（TUY）     | TBS系列 | 2013年7月4日 23:58-25:28     | 同時ネット |
| 福島県         | テレビユー福島（TUF）     | TBS系列 | 2013年7月4日 23:58-25:28     | 同時ネット |
| 長野県         | 信越放送（SBC）           | TBS系列 | 2013年7月4日 23:58-25:28     | 同時ネット |
| 石川県         | 北陸放送（MRO）           | TBS系列 | 2013年7月4日 23:58-25:28     | 同時ネット |
| 長崎県         | 長崎放送（NBC）           | TBS系列 | 2013年7月4日 23:58-25:28     | 同時ネット |
| 新潟県         | 新潟放送（BSN）           | TBS系列 | 2013年7月5日 24:20 - 25:50   | 1日遅れ    |
| 中京広域圏     | 中部日本放送（CBC）       | TBS系列 | 2013年7月6日 13:54 - 15:30   | 2日遅れ    |
| 鹿児島県       | 南日本放送（MBC）         | TBS系列 | 2013年7月10日 24:05 - 25:35  | 6日遅れ    |
| 岡山県・香川県 | 山陽放送（RSK）           | TBS系列 | 2013年7月15日 23:53 - 25:23  | 11日遅れ   |
| 静岡県         | 静岡放送（SBS）           | TBS系列 | 2013年8月3日 15:00 - 16:24   | 30日遅れ   |
| 富山県         | チューリップテレビ（TUT） | TBS系列 | 2013年10月2日 24:08 - 25:38  | 90日遅れ   |
| 広島県         | 中国放送（RCC）           | TBS系列 | 2013年10月8日 23:58 - 25:28  | 96日遅れ   |
| 青森県         | 青森テレビ（ATV）         | TBS系列 | 2013年11月3日 15:24 - 16:54  | 122日遅れ  |
| 福岡県         | RKB毎日放送（RKB）        | TBS系列 | 2014年4月1日 24:53 - 26:23   | 不明       |
| 山口県         | テレビ山口（tys）         | TBS系列 | 2014年12月29日 16:30 - 18:00 | 不明       |

## 主題歌
- キング・クリムゾン 「21世紀のスキッツォイド・マン」

## 主なスタッフ
第4回（2013年10月3日放送分）
- 構成：桜井慎一、アリエシュンスケ、松村智規、木南広明、小林のん、猿橋英之（猿橋は第4回）
- TM：山下直
- TD：大蔵聡
- VE：後藤静香
- CAM：横田研一
- 音声：田村真紀
- 照明：加藤由美子
- 美術：三須明子（第3回は美術プロデューサー・美術デザイナーと表記）
- 美術制作：鈴木康裕
- 装置：相良比佐夫
- 操作：前野博幸
- 装飾：森田琴衣
- 電飾：田谷尚教
- アクリル装飾：相澤香織
- ヘアメイク：石月裕子
- 編集：大橋一明（オムニバス・ジャパン）
- MA：坂井真一（OMNIBUS JAPAN）
- 音響効果：藤代広太 高橋嶺治
- CG：大森清一郎
- TK：福田美由紀
- デスク：山口麻美
- リサーチ：大森智仁（リベラス）
- 宣伝：河野裕之
- 編成：坂田栄治、高山暢比古（高山は第4回）
- 協力：オイコーポレーション
- AD：鈴木信義、吉永知世、仁井本真奈、田中寛大
- AP：福島千紘、吉田弓恵
- ディレクター：倉田敬之、杉原裕一（杉原は第4回）、小柴享之、青木達生、中間拓郎（中間は第4回）、金原永知
- プロデューサー：刀根鉄太、渡部宗一、本村千穂美、荒井美妃
- 総合演出：岡田純一
- チーフプロデューサー：大久保竜
- 製作著作：TBS

### 歴代のスタッフ
- TM：金澤健一
- 装置：今野貴司
- 編集：波江野剛、高橋勇志（波江野は第2回→高橋は第3回、OMNIBUS JAPAN）
- MA：水野貴浩、長谷雄智宏（水野は第2回→長谷雄は第3回、OMNIBUS JAPAN）
- 音響効果：太田光則
- AD：山田穏佳、越中恵梨子、盛秀男、井手俊輔
- AP：堀江知里
- ディレクター：大平進士、鈴木剛